# Przekierowanie portów
Przekierowanie portów (ang. port forwarding, port redirection) – przekierowanie pakietów z Internetu, przychodzących na określony port serwera, do innego komputera w sieci lokalnej. Przekierowane mogą być protokoły TCP, UDP i inne. W zależności od implementacji i używanego narzędzia, przekierowanie pakietów następuje domyślnie na te same porty, do maszyny wewnątrz sieci lokalnej, bądź są one zmieniane na inne.
Umożliwia komputerom spoza sieci wewnętrznej (LAN) połączyć się z komputerem stojącym za bramą (np. w strefie DMZ). Przekierowanie portów stosowane jest w razie konieczności łączenia się z zewnątrz z komputerami w sieci wewnętrznej (np. gdy użytkownik chce stworzyć serwer na swoim komputerze, podłączonym do sieci poprzez mechanizm maskarady).
Jest to standardowa opcja dostępna w większości routerów.